# Едгар Санабріа
Едгар Санабріа Арчіа (ісп. Edgar Sanabria; 3 жовтня 1911 — 24 квітня 1989) — венесуельський юрист, дипломат і політик. Очолював тимчасовий уряд на початку 1959 року.
Займав пости посла Венесуели у Швейцарії та Ватикані.